# 穆弼
穆弼（?—?），又作穆子弼，北魏官员，宜都贞公穆崇玄孙，西海王穆翰曾孙，西海公穆龙仁之孙，西海公穆丰国弟弟的儿子。
穆弼涉猎经史，与长孙稚、陆希道等齐名。魏孝文帝定氏族，想要让穆弼为国子助教。穆弼说国子助教是徒流之辈所任，最后没有就任。孝文帝南征，让他跟从。魏宣武帝初年，担任尚书郎，以选为广平王元怀国郎中令。多次匡谏，宣武帝任命他为中书舍人，转任司州治中、别驾，魏孝明帝时，平定河州羌却铁忽加前将军，以本将军行扬州事，拜平西将军、华州刺史等职，在华州去世卒，终年五十一岁。赠使持节、征北将军、定州刺史，谥号懿。其子穆季齐，释褐司徒参军事、开府骑兵参军。